# Священная конгрегация чрезвычайных церковных дел
Священная Конгрегация чрезвычайных церковных дел или Священная Конгрегация по чрезвычайным церковным делам (лат. Sacra Congregatio pro Negotiis Ecclesiasticis Extraordinariis) — конгрегация Римской Курии, учреждённая папой римским Пием VII 19 июля 1814 года, расширяя компетенцию Священной Конгрегации по церковным делам Французского королевства (лат. Super Negotiis Ecclesiasticis Regni Galliarum), которую папа римский Пий VI основал в 1793 году. Изначально, она была помещена под юрисдикцией кардинала-государственного секретаря. Её современным продолжением является Вторая секция Государственного секретариата Святого Престола или Секция по отношениям с государствами.

## История
Конгрегация 1793 года была основана, чтобы иметь дело с исключительной ситуацией, которая возникла во Франции в результате Французской революции. После падения Наполеона, её компетенция была расширена в 1814 году на переговоры со всеми правительствами о церковных вопросах. Следовательно название Священная Конгрегация по чрезвычайным церковным делам. Апостольской конституцией Sapienti Consilio от 29 июня 1909 года, которая была позднее включена в Кодекс канонического права 1917 года, папа римский Пий X, разделил Государственный секретариат Святого Престола на три секции, из которых Конгрегация по чрезвычайным церковным делам была первой. Компетенция Конгрегации была разъяснена, ограничиваясь, как заявлено в правиле 255 из того же Кодекса установлению или делению диоцезов и назначению епископов, где переговоры с гражданскими правительствами были вовлечены, и к другим вопросам, что папа римский мог бы хотеть поручать ей, особенно имеет значение связанным некоторым способом с гражданским правом и соглашениями Святого Престола и конкордатами с государствами.
Правило 263 Кодекса Канонического права 1917 года таким образом заявляет:
Служба Государственного Секретариата, осуществлял контроль кардинала-государственного секретаря, состоит из трех секций, в следующем порядке:
1. Первая Секция, возглавляемая Секретарем Конгрегации по чрезвычайным церковным делам, имеет дело с вопросами, которые должны быть представлены ему в соответствии с правилом 255, оставляя другие вопросы к определенным Конгрегациям в соответствии с их различным характером;
2. Вторая Секция, возглавляемая Субститутом (лат. Substitute) (то есть заместитель Государственного секретаря), имеет дело с обычными вопросами;
3. Третья Секция, возглавляемая Канцлером апостольских бреве, имеет дело с отправкой бреве.
После рекомендаций Второго Ватиканского Собора, папа римский Павел VI, апостольской конституцией Regimini Ecclesiae Universae от 15 августа 1967 года, упразднил Канцелярию апостольских бреве и создал «Первую секцию Государственного секретариата: чрезвычайные церковные дела», которую он переименовал в «Совет по общественным делам Церкви», отличая от Государственного секретариата Святого Престола, но все еще близко связывая с ним.
Апостольской конституцией Pastor Bonus от 28 июня 1988 года, папа римский Иоанн Павел II переименовала его в Совет Второй секции Государственного секретариата Святого Престола или Секцию по отношениям с государствами.
Во всех её формах, над Конгрегацией или Советом осуществляет контроль кардинал-государственный секретарь.

## Секретари Священной Конгрегации чрезвычайных церковных дел
- Франческо Луиджи Фонтана — (19 июля 1814 — 30 июня 1816);
- Луиджи Ламбрускини — (26 марта 1816 — 1819);
- Антонио Мария Гранди — (23 октября 1819 — 1822);
- Пьетро Капрано — (9 ноября 1822 — 10 марта 1823);
- Джузеппе Антонио Сала — (10 марта 1823 — 1825);
- Каструччо Кастракане дельи Антельминелли — (18 декабря 1825 — 1828);
- Луиджи Фрецца — (15 декабря 1828 — 11 июля 1836);
- Франческо Капаччини — (11 июля 1836 — 1837);
- Джованни Брунелли — (24 ноября 1837 — 30 января 1843);
- Карло Виццарделли — (30 января 1843 — 24 июля 1847);
- Джованни Корболи Бусси — (24 июля 1847 — 9 июля 1850);
- Винченцо Сантуччи — (11 июля 1850 — 3 марта 1853);
- Джованни Баттиста Каннелла — (3 марта 1853 — 17 января 1859);
- Джузеппе Берарди — (18 января 1859 — 31 октября 1860);
- Алессандро Франки — (31 октября 1860 — 13 марта 1868);
- Марино Марини — (13 марта 1868 — 25 сентября 1875);
- Анджело Якобини — (3 октября 1875 — 15 марта 1877);
- Влодзимеж Чацкий — (15 марта 1877 — 19 сентября 1879);
- Доменико Мария Якобини — (19 сентября 1879 — 16 ноября 1880);
- Мариано Рамполла дель Тиндаро — (16 ноября 1880 — 19 декабря 1882);
- Луиджи Паллотти — (29 октября 1882 — 31 июля 1885);
- Луиджи Галимберти — (28 июня 1886 — 23 мая 1887);
  - Антонио Альярди — (9 мая 1887 — 6 октября 1888) — про-секретарь;
- Антонио Альярди — (6 октября 1888 — 9 апреля 1889);
- Доменико Феррата — (20 апреля 1889 — 23 июня 1891);
- Франческо Сенья — (13 июля 1891 — 20 июня 1893);
  - Феличе Каваньис — (20 июня 1893 — 14 августа 1896) — про-секретарь;
- Феличе Каваньис — (14 августа 1896 — 15 апреля 1901);
- Пьетро Гаспарри — (23 апреля 1901 — 16 декабря 1907);
- Раффаэле Скапинелли ди Легуиньо (18 марта 1908 — 27 января 1912);
  - Эудженио Пачелли — (20 июня 1912 — 1 февраля 1914) — про-секретарь;
- Эудженио Пачелли — (1 февраля 1914 — 20 апреля 1917);
- Бонавентура Черретти — (6 мая 1917 — 20 мая 1921);
  - Франческо Боргоньини Дука — (28 июня 1921 — 14 октября 1922) — про-секретарь;
- Франческо Боргоньини Дука — (14 октября 1922 — 7 июня 1929);
- Джузеппе Пиццардо — (8 июня 1929 — 13 декабря 1937);
- Доменико Тардини — (16 декабря 1937 — 29 ноября 1952);
- Антонио Саморе — (7 февраля 1953 — 26 июня 1967);
- Агостино Казароли — (29 июня —15 августа 1967).